# DESQview
DESQview ist ein von Quarterdeck Office Systems entwickelter Taskswitcher für PC-kompatibles DOS, wie MS-DOS oder PC DOS, der sowohl auf frühen IBM-kompatiblen PCs mit den x86-Prozessoren 8086, 80286 als auch auf i386 verwendet werden kann. In Verbindung mit dem Speicher-Management-Programm Quarterdeck Expanded Memory Manager (QEMM) zur Überwindung der Begrenzung des adressierbaren Speicherbereichs in frühen x86-Systemen können so mehrere Programme stabil in unterschiedlichen Fenstern auf DOS-Systemen laufen.
DESQview wurde in den 1990er Jahren durch Windows verdrängt, da es teurer war und keine grafische Benutzeroberfläche (GUI) bot. Dennoch war es lange für spezielle Anwendungen (z. B. den Hintergrundbetrieb von Faxempfangssoftware oder PC-Mailboxprogrammen) wegen seiner Stabilität und seiner im Gegensatz zu Windows/386 und Windows 3.x recht gleichförmigen Rechenzeitverteilung beliebt.
Das Ergänzungsprogramm Desqview Companions 1 stellte einige Programme wie eine einfache Textverarbeitung, einen Taschenrechner und einen Kalender zur Verfügung.
DESQview/X ist eine grafische Oberfläche für DESQview, welche mit dem X Window System X11 R5 kompatibel ist.